# In piazza
In piazza è un singolo del rapper italiano Paky, pubblicato il 13 giugno 2020.

## Descrizione
Prodotto da Kermit, il testo del brano tratta la vita delle periferie dell'hinterland milanese con la preoccupazione persistente di non riuscire a vivere. La piazza è perciò una sorta di luogo dove esternare le proprie preoccupazioni. Il brano ha inoltre visto la partecipazione vocale di Shiva

## Tracce
1. In piazza (feat. Shiva) – 3:03
2. Boss – 2:24

## Classifiche
| Classifica (2020) | Posizione massima |
| ----------------- | ----------------- |
| Italia            | 47                |